# Лайлашская Библия

Страница из Лайлашской Библии

Лайлашская Библия (груз. ლაილაშის ბიბლია) — уникальный пергамент X века. Это свиток Торы (Пятикнижие Моисеево), которое читается еврейской общиной по субботам и религиозным праздникам.
Была обнаружена в 40-х годах XX века в синагоге общины евреев в селе Лайлаши (историческая область Лечхуми). С 1957 года Библия хранится в национальном центре манускриптов Грузии. Библия была изучена крупнейшим грузинским семитологом Георгием Церетели.
У Библии имеются комментарии, т. н. масоро Магна.